# Playa de las Américas
Playa de las Américas är en turistort som ligger på den södra delen av kanarieön Teneriffa. Området har vuxit ihop med turiststaden Los Cristianos och många lokalinvånare livnär sig på turismen.